# Nephtys cuvieri
Nephtys cuvieri är en ringmaskart som beskrevs av Jean Louis Armand de Quatrefages de Bréau 1866. Nephtys cuvieri ingår i släktet Nephtys och familjen Nephtyidae. Inga underarter finns listade i Catalogue of Life.